# Our Long Road Home
Our Long Road Home è un album in studio del gruppo musicale statunitense Taproot, pubblicato nel 2008.

## Tracce
1. Path Less Taken – 3:55
2. Wherever I Stand – 3:23
3. Be the 1 – 3:21
4. Hand That Holds True – 3:41
5. Take It – 3:12
6. It's Natural (feat. Kristin von B) – 3:39
7. As One – 3:50
8. You're Not Home Tonight – 2:57
9. Stethoscope – 1:43
10. Run To – 3:40
11. Karmaway – 4:09
12. Footprints – 3:51